# Sindicato de Empleados Públicos de San Juan/Saison 2015
Dieser Artikel listet Erfolge und Fahrer des Radsportteams Sindicato de Empleados Públicos de San Juan in der Saison 2015 auf.

## Erfolge in der UCI America Tour
| Datum    | Rennen                                | Kat. | Fahrer         |
| -------- | ------------------------------------- | ---- | -------------- |
| 30. März | 4. Etappe Vuelta Ciclista del Uruguay | 2.2  | Laureano Rosas |

## Mannschaft
| Name                  | Geburtstag         | Nationalität | Team 2014       |
| --------------------- | ------------------ | ------------ | --------------- |
| Darío Díaz            | 13. Juli 1981      | Argentinien  | Neoprofi        |
| Gastón Javier         | 3. Juli 1993       | Argentinien  | Neoprofi        |
| Franco Lopardo        | 6. Juni 1985       | Argentinien  | Neoprofi        |
| Lucas Lopardo         | 25. September 1986 | Argentinien  | Neoprofi        |
| Mauricio Muller       | 20. Oktober 1981   | Argentinien  | Neoprofi        |
| Maximiliano Navarrete | 14. Mai 1991       | Argentinien  | Neoprofi        |
| Elías Pereyra         | 31. Mai 1989       | Argentinien  | Neoprofi        |
| Ignacio Pérez         | 31. Januar 1987    | Argentinien  | Team WIT (2012) |
| Laureano Rosas        | 23. August 1990    | Argentinien  | Neoprofi        |
| Matías Saavedra       | 7. August 1991     | Argentinien  | Neoprofi        |
| Alejandro Sánchez     | 22. Februar 1996   | Argentinien  | Neoprofi        |
| Fabián Tello          | 31. August 1996    | Argentinien  | Neoprofi        |